# Кудензе
Кудензе (нем. Kudensee) — община в Германии, в земле Шлезвиг-Гольштейн.
Входит в состав района Штайнбург. Подчиняется управлению Вильстермарш. Население составляет 141 человек (на 31 декабря 2010 года). Занимает площадь 3,04 км².